# Сутінки. Сага. Світанок: Частина 2
«Сутінки. Сага. Світанок: Частина 2» (англ. The Twilight Saga: Breaking Dawn — Part 2) — американський художній фільм режисера Білла Кондона, друга частина екранізації однойменного роману Стефані Маєр. Прем'єра другої частини в Україні відбулася 15 листопада 2012 року.
Фільм отримав сім «Золотих малин», у тому числі як «Найгірший фільм року».

## Сюжет
Фільм продовжує події попередньої частини: Белла, яка щойно народила дитину, прокидається після перетворення з людини на вампіра. Її чоловік-вампір Едвард Каллен допомагає їй упоратися з первинною жагою крові. Після цього Белла знайомиться зі своєю донькою Ренезмі. Інші члени родини Калленів і вовкулак Джейкоб, друг Белли, залишаються поблизу. Коли Джейкоб поводиться надмірно опікувально по відношенню до Ренезмі, Белла дізнається, що він «відбиткувався» на ній — це феномен серед вовкулаків, за якого двоє стають спорідненими душами.
Тим часом батько Белли, Чарлі, намагається зв’язатися з Калленами, щоб дізнатися про стан доньки. Карлайл, глава родини Калленів і лікар, оголошує, що їм потрібно залишити Форкс (штат Вашингтон), аби зберегти свою таємницю.
У розпачі, аби не втратити Ренезмі, Джейкоб іде до Чарлі й каже йому, що Белла жива і змінилася, не розкриваючи подробиць, але перетворюється на вовка, щоби переконати Чарлі не ставити більше запитань. Чарлі приходить до будинку Калленів, щоб побачити Беллу і познайомитися з Ренезмі. Він приймає, що з Беллою все добре, хоча вона тепер інша, і не знає, звідки взялася Ренезмі, погоджуючись із версією, що вона «усиновлена».
Минає кілька місяців, Карлайл слідкує за стрімким ростом Ренезмі. Вампірка Ірина бачить дівчинку в лісі й помилково приймає її за «безсмертну дитину» — дитину, яку перетворили на вампіра, і яка через свою неконтрольовану силу й неосвіченість становить смертельну загрозу для людей. Створення таких дітей суворо заборонене Вольтурі — керівниками вампірського світу, — і кожного, хто має таку дитину, карають смертю. Ірина повідомляє Вольтурі про уявний злочин.
Після того, як сестра Едварда, Еліс, що має дар передбачати майбутнє, бачить видіння про те, як Вольтурі та Ірина збираються знищити Калленів, вона доручає іншим знайти якомога більше свідків, які підтвердять, що Ренезмі не є безсмертною дитиною.
Оскільки Вольтурі відомі тим, що карають негайно, Каллени та їхні союзники-вовкулаки готуються до можливого бою. Белла незабаром виявляє у себе унікальну здатність — ментальний щит, який ще в людському стані захищав її від читання думок Едвардом. Її навчають розширювати цей щит, щоб захищати інших від надприродних вампірських здібностей.
Армія Вольтурі прибуває до Форкса, очолювана Аріо, який може читати думки через дотик. Побачивши Калленів разом зі свідками й союзниками, Вольтурі вагаються. Каллени доводять Аріо, що Ренезмі — не безсмертна дитина.
Проте Вольтурі хочуть підкорити Калленів і приєднати їхніх обдарованих членів до себе, тому вони без суду страчують Ірину за її помилку, намагаючись спровокувати Калленів на бійку. Але до початку бою з'являється Еліс і дає Аріо своє видіння майбутнього, якщо почнеться битва.
У кривавому видінні Еліс гинуть Карлайл, Аро та багато інших із обох сторін — і Вольтурі, і Каллени, і вовкулаки. Аро, хоч і нажаханий, все одно хоче знищити Ренезмі, вважаючи її потенційною загрозою таємниці вампірів.
Тоді Еліс представляє останнього свідка — мапуче з Південної Америки, який є напівлюдиною-напіввампіром, як і Ренезмі. Він доводить, що не становить загрози, підтверджуючи, що Ренезмі також безпечна. Вольтурі змушені неохоче відступити, а Аро каже, що "битви сьогодні не буде".
У будинку Калленів Еліс бачить майбутнє: Едвард і Белла вітають Джейкоба та вже дорослу Ренезмі як пару на сонячному пляжі. Едвард читає думки Еліс і заспокоюється, знаючи, що Джейкоб буде захищати Ренезмі.
Наодинці в улюбленій галявині Белла прибирає свій ментальний щит і вперше дозволяє Едварду побачити її думки — показуючи йому всі моменти, які вони пережили разом, у вигляді монтажу спогадів. Вони цілуються, і Белла каже: «Ніхто ніколи не любив когось так сильно, як я люблю тебе», на що Едвард романтично відповідає: «З одним винятком».
1. ↑  http://nmhh.hu/dokumentum/198182/terjesztett_filmalkotasok_art_filmek_nyilvantartasa.xlsx
2. ↑  https://www.thewrap.com/secret-summit-prospectus-breaking-dawn-projects-12b-revenue-25393/
3. ↑  https://www.boxofficemojo.com/title/tt1673434/
4. ↑  Nicole Sperling (28 квітня 2010). It's official: Bill Condon will direct Breaking Dawn. Entertainment Weekly. Архів оригіналу за 29 квітня 2010. Процитовано 28 квітня 2010.
5. ↑  Призначено дату прем'єри фільму «Сутінки. Сага. Світанок» [Архівовано 16 липня 2010 у Wayback Machine.] — новини про зірок кіно на KINO.ukr.net
6. ↑  Release dates for The Twilight Saga: Breaking Dawn — Part 2